# Harilaos Perpessas
Harilaos Perpessas (født 10. maj 1907 i Leipzig, Tyskland – død 19. oktober 1995 i Sharon, Massachusetts, USA) var en græsk komponist af moderne klassisk musik.
Perpessas studerede hos Arnold Schönberg i Berlin, hvor han mødte Nikos Skalkottas,som han også blev inspireret af.
Han kom til Grækenland i 1934, og blev dybere involveret i sin komposition.
Perpessas flyttede så i 1948, hvor han forsatte sin kompositoriske arbejder.
Han var en af de første grækere ved siden af Nikos Skalkottas som ikke var national i sin kompositoriske stil. Han var inspireret af Richard Strauss, Gustav Mahler, Claude Debussy og Maurice Ravel.
Perpessas har skrevet 2 symfonier, orkesterværker, klaversonater og strygerkvartetter etc.
Perpessas musik blev ivrigt fortolket og opført af dirigenten Dimitri Mitropoulos.

## Udvalgte værker
- Symfoni nr. 1 (1934) - for orkester
- Symfoni nr. 2 "Kristus" (1936-1937, Rev. 1948-1950) - for kor og orkester
- "Dionysos Dithyramden" (1934) – for klaver og orkester
- Se manden (1935) - for orkester
- "Preludium og fuga" (1935) - for orkester